# Niedostateczna kapitalizacja
Niedostateczna kapitalizacja (cienka kapitalizacja, ang. thin capitalization) – pojęcie z zakresu prawa podatkowego dotyczące finansowania spółek zależnych przez jednostki powiązane. W Polsce, zgodnie z odpowiednimi przepisami prawa podatkowego (stan na kwiecień 2015) odsetki od pożyczek udzielonych spółce przez jej udziałowca nie stanowią kosztów uzyskania przychodu, gdy:
- podmiot udzielający pożyczki posiada bezpośrednio lub pośrednio, co najmniej 25% udziałów lub akcji spółki będącej pożyczkobiorcą (lub podmioty udzielające wspólnie pożyczki posiadają bezpośrednio lub pośrednio łącznie co najmniej 25% udziałów lub akcji spółki-pożyczkobiorcy),
- kwota zadłużenia wobec podmiotów posiadających bezpośrednio lub pośrednio co najmniej 25% udziałów lub akcji i wobec innych podmiotów posiadających bezpośrednio lub pośrednio co najmniej 25% udziałów w kapitale tej spółki przekracza łącznie wartość jej kapitału zakładowego (podstawowego) w proporcji, w jakiej wartość zadłużenia przekraczająca wartość kapitału własnego spółki pozostaje do całkowitej kwoty tego zadłużenia wobec tych podmiotów, określonej na ostatni dzień miesiąca poprzedzającego miesiąc zapłaty odsetek od pożyczek.

Kosztów uzyskania przychodu nie stanowią również odsetki od pożyczek udzielonych spółce przez inną spółkę, gdy:
- w obu tych spółkach ten sam podmiot bezpośrednio lub pośrednio posiada nie mniej niż po 25% udziałów (akcji),
- wartość zadłużenia spółki otrzymującej pożyczkę wobec spółki udzielającej pożyczki oraz wobec podmiotów posiadających bezpośrednio lub pośrednio nie mniej niż 25% udziałów (akcji) spółki otrzymującej pożyczkę, uwzględniającego również zadłużenie z tytułu pożyczek, przekroczy łącznie wartość kapitału własnego spółki otrzymującej pożyczkę – w proporcji, w jakiej wartość zadłużenia przekraczająca wartość kapitału własnego spółki pozostaje do całkowitej kwoty tego zadłużenia, określonej na ostatni dzień miesiąca poprzedzającego miesiąc zapłaty odsetek od pożyczek.

Przepisy te stosuje się odpowiednio do spółdzielni, członków spółdzielni oraz funduszu własnego takiej spółdzielni.